# Санчес, Лорен
Лорен Венди Санчес (англ. Lauren Wendy Sánchez; род. 19 декабря 1969, Альбукерке, Нью-Мексико) — американская актриса

, журналистка, писательница и благотворитель, получившая известность как репортёр и телеведущая развлекательных программ и выпусков новостей.
Также Лорен Санчес — лицензированный пилот и основательница Black Ops Aviation.
В 2023 году она обручилась с Джеффом Безосом, основателем Amazon — крупнейшей в мире компании на рынках платформ электронной коммерции с капитализацией более триллиона долларов США. Их роскошная свадьба, на которую пригласили около 250 гостей, прошла в Венеции 26—28 июня 2025 года.
Лорен Санчес является заместителем председателя Bezos Earth Fund; её благотворительная деятельность направлена на борьбу с изменением климата, защиту природы, поддержку малообеспеченных и бездомных семей и дошкольное образование.
В 2024 году Санчес выпустила свою дебютную детскую книгу «Муха, которая полетела в космос», которую назвали «жемчужиной» New York Times.